# Матфей 1:8
Евангелие от Матфея 1:8 — восьмой стих первой главы Евангелия от Матфея в Новом Завете (Мф. 1:8). Этот стих является частью раздела, в котором приводится генеалогия Иосифа, отца Иисуса.

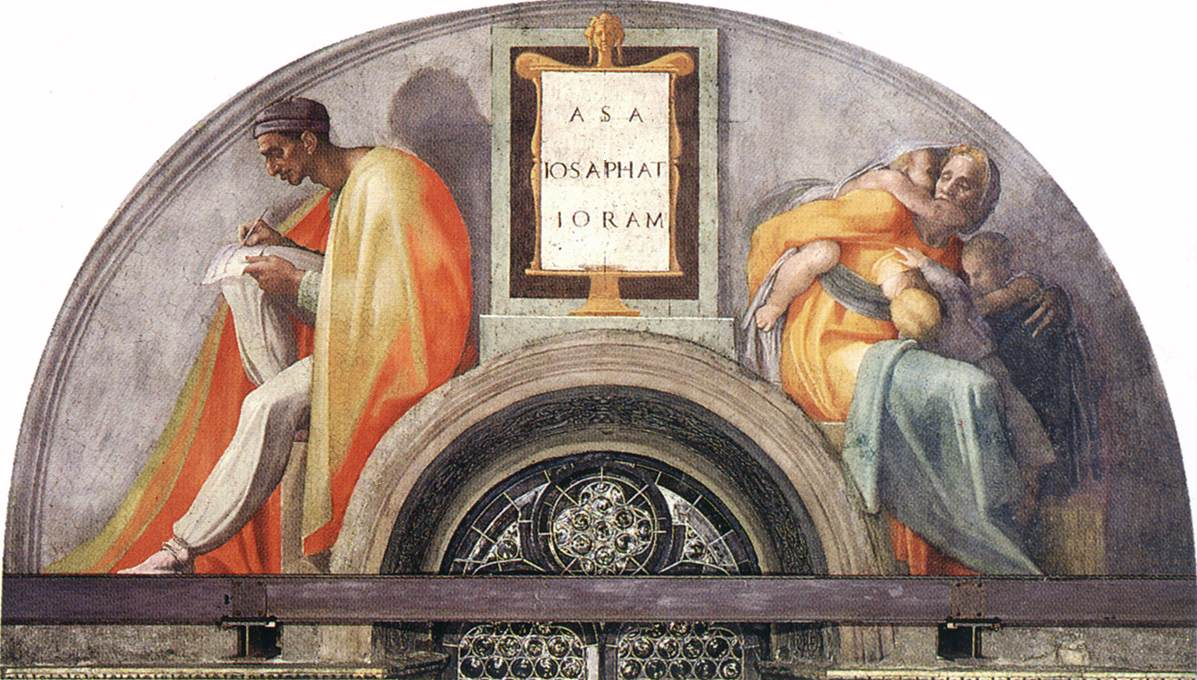
Микеланджело. Аса-Иосафат-Иорам. Человека слева как раз и считают Иосафатом.

## Содержание
В Синодальном Переводе текст гласит:
Аса родил Иосафата; Иосафат родил Иорама; Иорам родил Озию;

## Анализ
Первая часть стиха совпадает со списком царей Иудеи, присутствующего и в ряде других частей Библии. Согласно Уильяму Ф. Олбрайту, Аса правил с 913 г. до н. э. по 873 г. до н. э. Его сын Иосафат правил с 873 г. до н. э. по 849 г. до н. э. Его сын Иорам правил с момента смерти Иосафата до 842 г. до н. э. Однако в иных списках сыном Иорама указан Охозия, а Озия — монархом, который идёт на несколько поколений позже.
Это значит, что генеалогия Матфея пропускает Ахазию, Гофолию, Иоаса и Амасию. Верящие в непогрешимость Библии утверждают, что генеалогия и не должна была быть абсолютно полной, и что автор Евангелия от Матфея нарочно исключил из неё тех, кто не были нужны. Простое удаление ненужных деталей из генеалогий было обычной практикой, и это делается также и в ряде мест Ветхого Завета. Согласно одной теории, эти лица были исключены из-за нечестивости, однако в списке остался ещё более жуткий Манассия. Всех четверых убили, хотя и Амона, который есть в родословной, тоже умертвили. Кроме того, их правление было относительно кратким, но опять-таки в генеалогии есть и другие монархи с ещё более кратким временем правления. Другая теория гласит, что имена пропустили для того, чтобы получить число лиц, кратное семи.
Роберт Х. Гандри поддерживает популярную теорию о том, что монархов исключили потому, что все они были потомками Ахава, царя Израиля, через его дочь Гофолию. Сообщается, что потомки Ахава, Омриды, были наказаны на протяжении 4 поколений. Гандри также полагает, что их устранение произошло потому, что автор пытался разделить генеалогию на 3 списка по 14 человек, как и упоминается в Матфей 1:17.
У Олбрайт и Манна другая теория. Они полагают, что автор или же более поздний писец перепутал Ахазию и Озию из-за схожести имён правителей. Из-за распространенной ошибки переписчика, известной под названием гомеотелевтон, Озия получил положение Ахазии в качестве сына Иорама, однако остался отцом Иоафама. Согласно этой теории, параллелизм три раза по 14 возник лишь после появления этой ошибки. Таким образом, комментарий в Мф. 1:17, видимо, был добавлен более поздним редактором, а не первоначальным автором. Гарольд Фаулер отвергает эту точку зрения, утверждая, что ошибка была настолько очевидной при сравнении с Ветхим Заветом, что это изменение было бы сразу же отменено, если только оно не было преднамеренно.